# 運賃表示器
運賃表示器（うんちんひょうじき、「運賃表示機」とも）とは、路線バスないし鉄道の車両内において、運賃を表示するために設置されている機械装置である。事業者によっては「運賃表」や「運賃モニタ」、「運賃モニター」（例：京都京阪バス）などと称している。

## 概説
路線バスや列車においてワンマン運転を行う場合、乗務員が旅客からの運賃を収受する際に、乗客や乗務員による運賃の確認を容易にするための機器である。
後払い方式のワンマン運転の場合は、運賃表を乗客が確認できるようにする事が必要である。理屈上は当該路線の三角運賃表を掲示しておく事で用は足り、実際に鉄道のワンマン運転ではその様にしている線区も多い。
しかし、バスの三角運賃表は運賃区界停留所のみが記載されているケースが多いため、運賃区界停留所以外で乗降する場合、その路線について熟知していないと運賃の把握が難しい。しかし、全停留所を掲載する事は、途中停留所が多くなる程難しくなり、仮に行ったとすると、文字が細かすぎて判読が困難になる事も考えられる。このため、三角運賃表を掲示しているバス事業者の中には、運賃区界停留所名の欄に整理券番号を併記するケースもある。
乗客が降車時に整理券番号と照合する事で、支払うべき運賃がすぐに分かるようにするための機器が求められ、運賃表示器が開発された。

## 機構

### 機械式
初期の運賃表示器は、運賃区界毎に紙や金属板がパタンと落ちて来る方式であった。枠組みなどの自由度が高い、故障になりうる機構が少ない、部分的な修正が容易（上から紙を貼れば済む）なのが長所であるが、紙製の場合は湿度などによって伸縮するため、想定外の誤動作が発生し易いのが欠点である。越後交通・越後柏崎観光バス・南越後観光バスで2010年代に突入しても国内最後まで使用されていたが現在はデジタル式に更新された。
その後、プラスチックフィルムを使用した幕式運賃表示器が一般化した。この方式は比較的視認性に優れるという利点があった。しかし、当該車両の運用全区間の運賃表示を収める必要があり、その中の一部区間のみの運賃改定だったとしても幕をすべて交換する必要があった。このため、運用の都合上途中で幕とそれを巻き取るローラーごと運転手が入れ替える運用があったり（例：関東鉄道バス）、極端な例では1つの窓に運賃を2種類色を変えて表示し、路線毎に読み替える事を車内放送テープにて指示していたもの、幕に運賃表示を色を変えて2色にし整理券の発券番号より大きいものは下段を（61番以降は1番の下の表記を読んで下さい…例：宮交石巻バスの一部路線）重ねて表示するなど苦労している業者も多かった。また、幕式の構造で三角運賃表を表示するケースも一部バス事業者（例：山形県の山交バス）にみられる。また、運賃表示と一緒に企業広告を表示するケースもある。越後交通グループ各社では幕式運賃表示器は採用歴がない。

### 音声式
ごく少数の路線だけが均一運賃ではない会社の車両・装置自体が未装着など、運賃表示を主として用いず、音声のみで対応している（音声合成装置と自動連動する、ないしは手動の場合もかつてはあった）場合もある。

### デジタル式
1980年代以降はデジタル表示式の運賃表示器が普及した。初期のものは数字の視認性に難があるものが多かったが、可動部分がなくなった事、運賃改定時にはデータの変更だけで済む事から、一般的な仕様となった。
データは内部にカセットを挿入する方式、また転送パック・メモリカード等を使用して本体内部のデータを書き換える方式に大別される。
上記の事例の場合であまりにも整理券番号が多くなる場合はフリッカー表示（例：交互に0～59と60～119を表示）で対処する場合もある。これもデータ表示装置・表示器の素子の耐久性改良の結果、よく使われる方法となった。また、一部の鉄道では、運賃表示器の整理券番号の横に駅名を併記している。
また、運賃表示器自体にデータを持たせず、音声合成放送装置と通信回線で結び、音声合成放送装置から表示内容・運賃データを送信する方式を採用する事業者が多くなっている。最初に導入し、メーカの仕様策定に大きく貢献したのは函館市営バス（1992年導入）である。
この方式では車内放送と表示内容が完全に連動するため系統設定ミスや表示のずれが基本的に無いこと、またバス事業者は音声合成放送装置のデータを更新するだけで同時に運賃表示器のデータも更新できること、音声合成放送装置のスターフ機能（1日分の運行内容が瞬時にセットされる）を使うと運転手の操作が少なくでき、より安全運転に集中できるなど、メリットが大きい。またこの方式の場合、降車ボタンと連動して、「次とまります」の表示や、途中バス停での客扱い時にも系統番号・行先等の表示ができる。

### 画面式
2000年代になるとLCDを使用した運賃表示器が登場した。レイアウトの自由度が高く案内表示器としても使用でき、LCDの性能向上にあわせて視認性も大幅に向上して新車を中心に急速に普及、旧車でも従来の運賃表示器から置き換えられるようになった。また、同時期からICカードの普及で整理券を使って降車する乗客自体が減っている。
営業時間外において、通常は運賃表示や次停留所（場）・次駅の案内などを行う液晶ディスプレイ（LCD）が他の目的に使われるケースがまれにあり、一例として、函館市交通局9600形電車（通称・らっくる号）・9601号を貸切にした上で、車内でディスプレイを利用した映画の上映イベントが行われた事があった（北海道新聞2007年8月10日紙面）。

## 表示内容

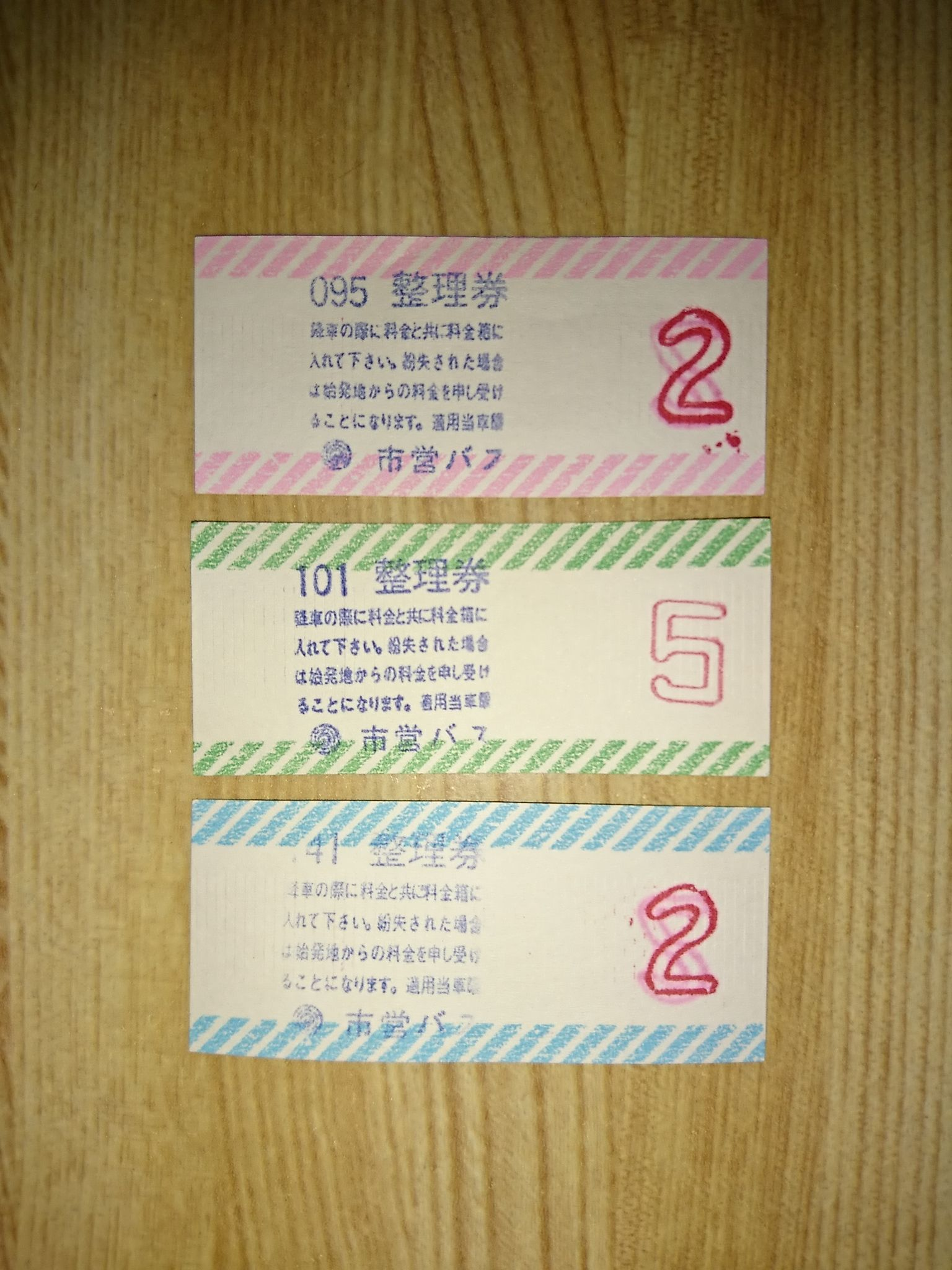
函館市交通局（現・函館市企業局交通部）・旧函館市営バスの整理券（1988年（昭和63年） - 平成初期の頃の物）

最低限の機能としては、整理券番号や整理券に記載された駅名と運賃の表示が必要である。また、次の停車駅や運賃区界停留所を同時に表示するケースも多い。
近年では、交通バリアフリー法に関連して次駅（停留所）表示装置などの機能を兼ね備えているケースも多く、表示枠も大きくなっている。
また、一部事業者では「1」を「無券」と表記しているところもあるが、特に都市部の事業者においては料金収納業務自動化の一環として整理券に番号とバーコードを印字しておき、料金徴収時に料金箱内でバーコードを読み取って投入された料金との照合を自動に行う方式を採用するにあたり「1」番区間からの乗車を判別する必要が出てきたことで「無券」を「1」に直した事業者も見受けられる。
一方、従来、始発停留所からの一区間を「無券」・「券なし」・「なし」とし、それより後の区間から「1」、「2」、「3」、…と整理券番号を振っていた事業者においては、「無券」・「券なし」・「なし」であった区間において新たに「0」番の整理券を発行している。（例・井笠バスや神奈川中央交通など)
また運賃が均一区間であっても「0」番の整理券を発行している。（南海バス堺営業所管内）
なお、番号照合業務が運賃収受に付きまとう業務であるが、アラビア数字の「6」と「9」は整理券を提示する角度によっては似た形に見えるので乗務員が判断しづらいために、事業者により次の各種の工夫による方法がとられる事がある。
- 「6」「9」を漢字の「六」「九」の表記とする（例えば下の画像のように「19」を「1九」と表示しているなど）。この場合、「6」だけ（京都市営バスなど）・「9」だけ・「6」「9」共に（函館バスなど）の3通りの方法がとられる。

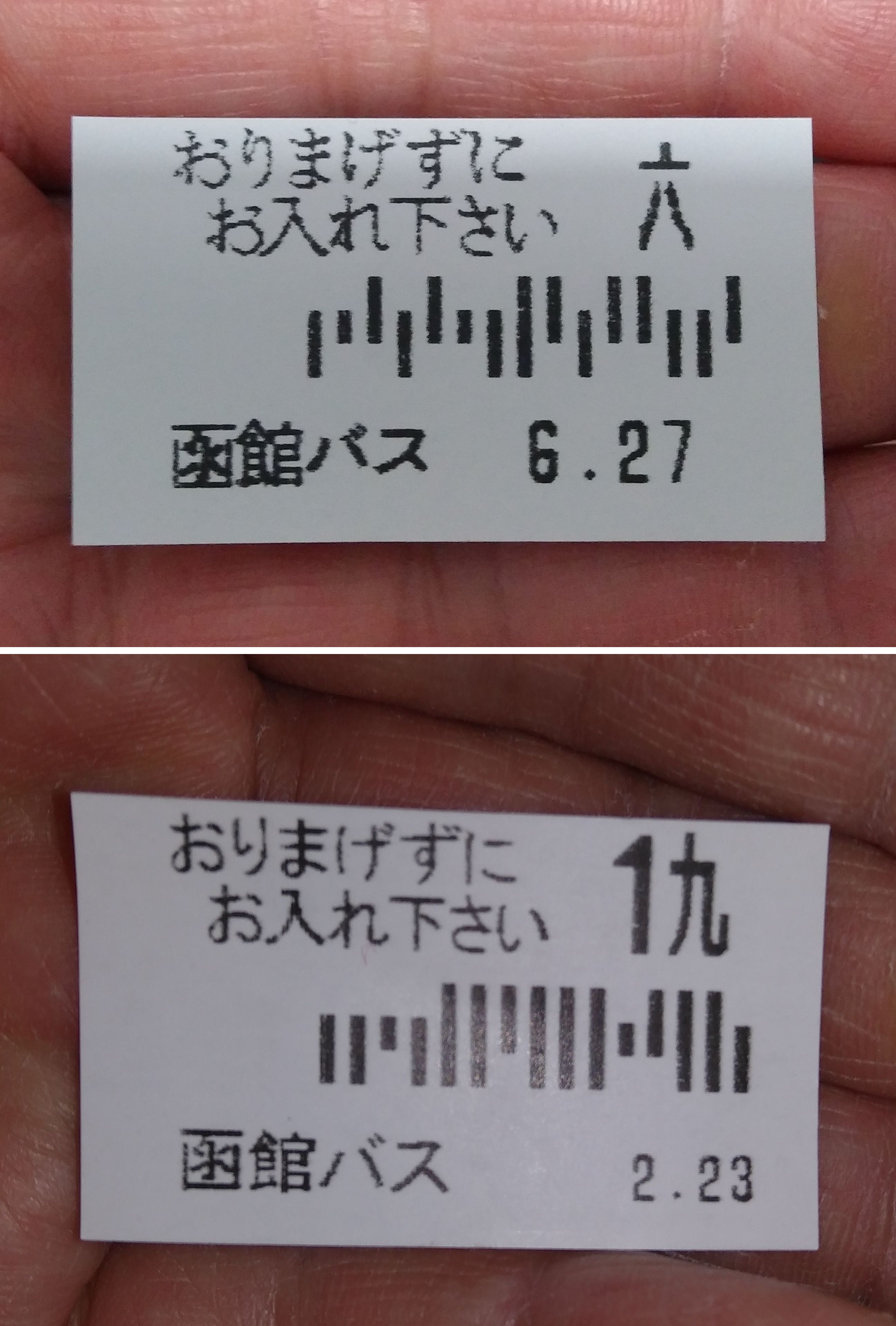
「6」「9」を「六」「九」と表示しているバーコード付き整理券（函館バス）

- 「9」の下に下線を入れた表記とする。
- 「9番」「9バン」と表記する。
- 6番を欠番にして5番から7番に進めるようにする。または9番を欠番にして8番から10番に進めるようにする。

バスでは「6」と「9」は厳然と区別されるが、鉄道では整理券に乗車駅も印字されることがあり、その場合は「6」と「9」は特に区別されていない。

## 主な運賃表示器メーカー
- レシップ
- オージ
- 交通電業社
- 小田原機器
- 指月電機製作所 - 2017年に小田原機器へ譲渡
- ゴールドキング
- 三菱電機（アドムーブ）
- クラリオン
- レゾナント・システムズ